# Charles Renaux
Pour les articles homonymes, voir Renaux.
Charles Renaux, né le 31 décembre 1884 à Roubaix commune où il est mort le 17 octobre 1971, est un footballeur français évoluant au poste de milieu de terrain. Son frère André Renaux est aussi international de football au poste de gardien de but.

## Carrière
Charles Renaux évolue au RC Roubaix dans les années 1900. Il y remporte les Championnats de France de football USFSA 1904, 1906 et 1908. Il joue aussi la finales perdues du Championnat 1907. 
Durant l'été 1908, il est sélectionné en équipe de France de football pour participer au tournoi de football aux Jeux olympiques d'été à Londres. Les Bleus sont éliminés en demi-finale (la Bohême devant être l'adversaire du premier tour déclare forfait), défaits par le Danemark sur le score de dix-sept buts à un.
Surnommé «40 chevaux » par son capitaine à Roubaix car «il saute beaucoup et ne lâche jamais son adversaire qu’il sait harasser», Charles Renaux est devenu courtier en assurances comme son père, mais également entraîneur de son club de la cité textile.